# 濱野英次郎
濱野 英次郎（はまの えいじろう、1880年〈明治13年〉5月24日 - 1952年〈昭和27年〉3月2日）は、日本の海軍軍人。美保関事件後に連合艦隊参謀長を務めた海軍中将である。

## 経歴
岡山県出身。1902年（明治35年）12月海軍兵学校（30期）を席次15番で卒業。同期に百武源吾、今村信次郎、松山茂らがいる。海軍大学校乙種学生及び専修学生を修了し航海科専攻士官となり、「新高」、「利根」、「富士」の航海長を務めた。海軍大学校甲種学生（12期）を修了。
第一艦隊参謀を経て、第二南遣枝隊参謀として第一次世界大戦に出征し、南洋群島の占領作戦に従事した。佐世保鎮守府参謀、軍令部参謀と進み、英国大使館附武官補佐官となる。帰国後「吾妻」副長、軍令部参謀。1922年（大正10年）12月、海軍大佐へ進級。大佐時代は軍令部第二課長、「大井」、「春日」及び「扶桑」艦長を務め、再度の軍令部第二課長、次いで軍令部第二班長に補される。
第二班長在職中の1927年（大正15年）12月1日海軍少将に進級。美保関事件査問委員を務めた。次いで連合艦隊参謀長兼第一艦隊参謀長、馬公要港部司令官となる。1931年（昭和6年）12月1日中将に進み、同月21日予備役編入となった。1947年（昭和22年）11月28日、公職追放仮指定を受けた。
柔道が得意で30期でただ1人の一級であった。またその風貌から"入道"というあだ名があった。

## 栄典
位階
- 1904年（明治37年）3月18日 - 正八位[3]
- 1905年（明治38年）2月14日 - 従七位[4]
- 1907年（明治40年）11月30日 - 正七位[5]
- 1913年（大正2年）2月10日 - 従六位[6]
- 1926年（昭和元年）12月28日 - 正五位[7]
- 1931年（昭和6年）12月15日 - 従四位[8]
- 1932年（昭和7年）1月20日 - 正四位[9]

勲章等
- 1906年（明治39年）4月1日 - 勲六等単光旭日章・明治三十七八年従軍記章[10]
- 1940年（昭和15年）8月15日 - 紀元二千六百年祝典記念章[11]